# 似非
| ウィキペディアには「似非」という見出しの百科事典記事はありません（タイトルに「似非」を含むページの一覧/「似非」で始まるページの一覧）。 代わりにウィクショナリーのページ「似非」が役に立つかもしれません。 |